# 静的破砕剤
静的破砕剤（せいてきはさいざい）とは、発破など爆薬（高速燃焼する火薬など）のように瞬間的な力ではなく、時間を掛けて膨張する力で硬質な対象物を破砕する薬剤である。主に不要な建築物や岩の破砕に用いられる。
使用法は、火薬と同様に破壊するものに穴をあけて中に薬剤を注入し、化学反応を起こさせる。たいていの薬剤の主成分は、酸化カルシウム(生石灰)と少量のポルトランドセメントと若干の改質剤などで、使用前に水を加えて混ぜたスラリーを穴に注入し膨張させる。

## 概要
静的破砕剤は、建物なら爆破解体などのような爆薬を使用することができない場所にあるものを壊す際に用いられる。
爆破解体はアメリカ合衆国などでは超高層ビルや巨大なスタジアムなど、破壊して撤去するにしても時間とコストが掛かるような場合に用いられる解体手法ではあるが、日本のオフィス街のようにビルが隣接していたり、火薬の取締り規則が厳しく使える状況にない場所も少なくない。こういった場では手作業と小型建設機械で時間を掛けて解体するしかないが、それでも手に余る巨大な建物の場合はあまりに非効率である。
静的破砕剤は、爆破解体が起こす爆音が周囲に騒音としてや振動のような形で公害を引き起こすことを防止できるが、同時に山野のダム建設工事などに伴う発破作業とその騒音により周辺生態系への悪影響が懸念される場合にも用いられる。破砕対象に穿った穴に充填して使用されるが、この穴をあける際にも静穏性（騒音を起こさないよう工夫されている）の高い工作機械があるため、破砕作業中の騒音を抑止することが出来、また周囲への破片や埃が飛び散る被害も抑えることができる。
静的破砕剤は凝固の過程で体積が増加する性質があり、生石灰法と呼ばれるものでは、一種のコンクリートである。これは約300kg/cm2程度の圧力を発生させるが、これを破砕対象に穿った穴に充填して固まりながら膨張するのを待つ。一つ一つの膨張圧は穴の周囲に向かって均等に発生するが、これを30～60cm程度の一定間隔ごとに一列に並べて空けた穴に充填してやることで、列の左右に押し広げる合成された力が生まれ、対象を割ることができる。凝固時間は静的破砕剤の種類にもよるが30分から1時間程度で、その凝固後の2～24時間ほどの間に十分な圧力を発生させる。ただし反応速度や膨張の量は周辺の気温にも影響されるため、周辺気温によって幾つかのタイプを使い分ける必要もある。
バルクタイプとカプセルタイプがあり、バルクタイプは使用直前に水と混ぜて攪拌し、破砕対象に穿った穴に充填する。カプセルタイプでは水を含ませた後に穴に入れる。なお生石灰式などの静的破砕剤は反応中は強いアルカリ性を示すため、不用意に手や目にこれら薬剤がつかないよう、ゴム手袋やゴーグルなどの防護装備を必要とする。

## その他
同様の原理が、木製のくさびを打ち込んだのち濡らして膨潤させる「矢穴技法」として中世には存在した。